# Чемпионат СССР по водному поло 1970
XXX чемпионат СССР по водному поло (XXVI чемпионат для клубных команд) проходил с 1 апреля по 31 октября 1970 года. Победителем турнира стала команда ЦВСК ВМФ.

## Общая информация
В чемпионате участвовали 10 команд первой группы класса «А», турнир проходил в два круга в шести городах. Борьба за золотые медали развернулась между московскими командами «Динамо» и ЦВСК ВМФ. На протяжении почти всего сезона динамовцы возглавляли турнирную таблицу, одержав со старта чемпионата 13 побед подряд, но на заключительном этапе в Москве выиграли только два матча из пяти, позволив морякам себя догнать.
Как и в чемпионате 1968 года, двум лидерам, набравшим одинаковое количество очков, пришлось провести дополнительный матч. 20 минут основного времени золотого матча завершились ничьей — 4:4, и были назначены два дополнительных периода по 3 минуты. На исходе первого из них защитник ЦВСК ВМФ Анатолий Акимов забил решающий гол. После четырёхлетнего перерыва моряки вновь стали чемпионами страны. Бронзовые медали в третий раз подряд выиграли ватерполисты МГУ.
Победителем соревнований во второй группе стало подмосковное «Динамо», трое игроков которого в 1970 году выиграли золото первого истории чемпионата Европы среди юниоров. В следующем сезоне динамовцы заменили в сильнейшем дивизионе земляков из «Локомотива».

## Турнирная таблица
|                                      | 1        | 2       | 3       | 4       | 5       | 6       | 7       | 8       | 9        | 10       | И  | В  | Н | П  | М      | О  |
| ------------------------------------ | -------- | ------- | ------- | ------- | ------- | ------- | ------- | ------- | -------- | -------- | -- | -- | - | -- | ------ | -- |
| 1. ЦВСК ВМФ (Москва)                 |          | 2:3 6:5 | 5:5 4:3 | 3:2 4:3 | 8:2 6:3 | 6:1 5:5 | 5:4 5:3 | 4:2 2:1 | 7:2 6:4  | 5:3 12:1 | 18 | 15 | 2 | 1  | 95:52  | 32 |
| 2. «Динамо» (Москва)                 | 3:2 5:6  |         | 3:2     | 6:2 3:3 | 5:3 3:2 | 5:2 5:4 | 3:1 6:2 | 4:3 6:2 | 5:4 5:5  | 5:0 7:1  | 18 | 15 | 2 | 1  | 82:46  | 32 |
| 3. МГУ (Москва)                      | 5:5 3:4  | 2:3     |         | 4:4 5:5 | 5:5 4:3 | 5:3 5:2 | 8:7 4:3 | 5:4 5:3 | 7:3 5:5  | 9:3 6:2  | 18 | 10 | 5 | 3  | 89:67  | 25 |
| 4. «Динамо» (Киев)                   | 2:3 3:4  | 2:6 3:3 | 4:4 5:5 |         | 1:3 5:5 | 5:5 4:4 | 6:5 2:3 | 2:3 6:5 | 2:2 4:4  | 4:3 6:2  | 18 | 4  | 8 | 6  | 66:69  | 16 |
| 5. «Торпедо» (Москва)                | 2:8 3:6  | 3:5 2:3 | 5:5 3:4 | 3:1 5:5 |         | 5:5 6:6 | 3:6 5:4 | 3:4 6:6 | 5:5 7:6  | 3:2 8:1  | 18 | 5  | 6 | 7  | 77:82  | 16 |
| 6. «Динамо» (Тбилиси)                | 1:6 5:5  | 2:5 4:5 | 3:5 2:5 | 5:5 4:4 | 5:5 6:6 |         | 4:5 3:4 | 5:4 7:7 | 5:4 6:3  | 4:3 7:3  | 18 | 5  | 6 | 7  | 78:84  | 16 |
| 7. «Динамо» (Алма-Ата)               | 4:5 3:5  | 1:3 2:6 | 7:8 3:4 | 5:6 3:2 | 6:3 4:5 | 5:4 4:3 |         | 8:7 5:7 | 5:4 6:7  | 3:3 9:4  | 18 | 7  | 1 | 10 | 83:86  | 15 |
| 8. «Балтика» (Ленинград)             | 2:4 1:2  | 3:4 2:6 | 4:5 3:5 | 3:2 5:6 | 4:3 6:6 | 4:5 7:7 | 7:8 7:5 |         | 4:2 6:7  | 7:3 4:0  | 18 | 6  | 2 | 10 | 79:80  | 14 |
| 9. ККФ (Баку)                        | 2:7 4:6  | 4:5 5:5 | 3:7 5:5 | 2:2 4:4 | 5:5 6:7 | 4:5 3:6 | 4:5 7:6 | 2:4 7:6 |          | 8:5 11:3 | 18 | 4  | 5 | 9  | 86:93  | 13 |
| 10. «Локомотив» (Московская область) | 3:5 1:12 | 0:5 1:7 | 3:9 2:6 | 3:4 2:6 | 2:3 1:8 | 3:4 3:7 | 3:3 4:9 | 3:7 0:4 | 5:8 3:11 |          | 18 | 0  | 1 | 17 | 42:118 | 1  |

## Матчи
Первый круг

Ленинград, бассейн СКА
1 апреля
- ЦВСК ВМФ — «Динамо» К — 3:2
- «Торпедо» — ККФ — 5:5

2 апреля
- ЦВСК ВМФ — «Торпедо» — 8:2[3]
- «Балтика» — «Динамо» К — 3:2

3 апреля
- «Балтика» — «Торпедо» — 4:3
- ЦВСК ВМФ — ККФ — 7:2

4 апреля
- «Балтика» — ККФ — 4:2
- «Торпедо» — «Динамо» К — 3:1

5 апреля
- ККФ — «Динамо» К — 2:2
- ЦВСК ВМФ — «Балтика» — 4:2

Дзержинск
1 апреля
- МГУ — «Динамо» Тб — 5:3
- «Динамо» М — «Динамо» А-А — 3:1

2 апреля
- МГУ — «Динамо» А-А — 8:7
- «Динамо» Тб — «Локомотив» — 4:3

3 апреля
- «Локомотив» — «Динамо» А-А — 3:3
- «Динамо» М — МГУ — 3:2

4 апреля
- «Динамо» М — «Локомотив» — 5:0
- «Динамо» А-А — «Динамо» Тб — 5:4

5 апреля
- «Динамо» М — «Динамо» Тб — 5:2
- МГУ — «Локомотив» — 9:3

Тбилиси
24 апреля
- «Динамо» М — «Динамо» К — 6:2
- ЦВСК ВМФ — «Локомотив» — 5:3
- «Динамо» А-А — «Торпедо» — 6:3
- МГУ — «Балтика» — 5:4
- «Динамо» Тб — ККФ — 5:4

25 апреля
- «Динамо» К — МГУ — 4:4
- «Динамо» М — «Торпедо» — 5:3
- ЦВСК ВМФ — «Динамо» Тб — 6:1
- «Балтика» — «Локомотив» — 7:3
- «Динамо» А-А — ККФ — 5:4

26 апреля
- ЦВСК ВМФ — «Динамо» А-А — 5:4
- «Динамо» М — ККФ — 5:4
- «Динамо» К — «Локомотив» — 4:3
- «Торпедо» — МГУ — 5:5
- «Динамо» Тб — «Балтика» — 5:4

28 апреля
- «Динамо» М — ЦВСК ВМФ — 3:2
- МГУ — ККФ — 7:3
- «Динамо» Тб — «Динамо» К — 5:5
- «Торпедо» — «Локомотив» — 3:2
- «Динамо» А-А — «Балтика» — 8:7

29 апреля
- «Динамо» К — «Динамо» А-А — 6:5
- МГУ — ЦВСК ВМФ — 5:5
- ККФ — «Локомотив» — 8:5
- «Торпедо» — «Динамо» Тб — 5:5
- «Динамо» Тб — «Балтика» — 4:3

Второй круг

Алма-Ата
1 октября
- МГУ — «Динамо» Тб — 5:2
- «Динамо» М — «Динамо» А-А — 6:2

2 октября
- «Динамо» Тб — «Локомотив» — 7:3
- МГУ — «Динамо» А-А — 4:3

3 октября
- «Динамо» М — МГУ — 3:2
- «Динамо» А-А — «Локомотив» — 9:4

4 октября
- «Динамо» М — «Локомотив» — 7:1
- «Динамо» А-А — «Динамо» Тб — 4:3

5 октября
- «Динамо» М — «Динамо» Тб — 5:4
- МГУ — «Локомотив» — 6:2

Баку
1 октября
- ЦВСК ВМФ — «Динамо» К — 4:3
- «Торпедо» — ККФ — 7:6

2 октября
- ЦВСК ВМФ — «Торпедо» — 6:3
- «Динамо» К — «Балтика» — 6:5

3 октября
- «Торпедо» — «Балтика» — 6:6
- ЦВСК ВМФ — ККФ — 6:4

4 октября
- «Торпедо» — «Динамо» К — 5:5
- ККФ — «Балтика» — 7:6

5 октября
- ЦВСК ВМФ — «Балтика» — 2:1
- ККФ — «Динамо» К — 4:4

Москва, бассейн ЦСКА
25 октября
- ЦВСК ВМФ — «Локомотив» — 12:1
- «Динамо» Тб — ККФ — 6:3
- «Торпедо» — «Динамо» А-А — 5:4
- «Динамо» К — «Динамо» М — 3:3
- МГУ — «Балтика» — 5:3

26 октября
- «Балтика» — «Локомотив» — 4:0
- ККФ — «Динамо» А-А — 7:6[4]
- «Динамо» М — «Торпедо» — 3:2
- МГУ — «Динамо» К — 5:5
- «Динамо» Тб — ЦВСК ВМФ — 5:5

27 октября
- «Динамо» М — ККФ — 5:5
- «Динамо» К — «Локомотив» — 6:2
- «Динамо» Тб — «Балтика» — 7:7
- ЦВСК ВМФ — «Динамо» А-А — 5:3
- МГУ — «Торпедо» — 4:3

29 октября
- ККФ — МГУ — 5:5
- «Торпедо» — «Локомотив» — 8:1
- ЦВСК ВМФ — «Динамо» М — 6:5
- «Балтика» — «Динамо» А-А — 7:5
- «Динамо» К — «Динамо» Тб — 4:4

30 октября
- «Динамо» А-А — «Динамо» К — 3:2
- ККФ — «Локомотив» — 11:3
- ЦВСК ВМФ — МГУ — 4:3
- «Динамо» М — «Балтика» — 6:2
- «Динамо» Тб — «Торпедо» — 6:6

Дополнительный матч за 1-е место. 31 октября. Москва. ЦВСК ВМФ — «Динамо» М — 5:4 (2:1, 0:1, 0:2, 2:0, 1:0, 0:0).

## Призёры
ЦВСК ВМФ: Анатолий Акимов, Ал. Акимов, Виктор Акимов, Вадим Гуляев, Александр Долгушин, Владимир (Вадим) Жмудский, Владимир Семёнов, Евгений Троицкий, Александр Фёдоров, Александр Шидловский, Анатолий Шуберт. Тренер — Борис Гойхман.
 «Динамо» (Москва): Олег Бовин, Юрий Григоровский, Борис Гришин, Анатолий Карташов, Николай Мельников, Александр Родионов, Вячеслав Скок, Олег Сулакадзе, Ф. Фёдоров, Гиви Чикваная, Сергей Шевернёв. Тренер — Николай Малин.
 МГУ: Сергей Бондаренко, Александр Древаль, Александр Кабанов, Владимир Кузнецов, Юрий Митянин, Нугзар Мшвениерадзе, Леонид Осипов, Борис Попов, Виталий Романчук, Игорь Скерис, Михаил Шувалов. Тренер — Михаил Рыжак.